# Gustaw Morcinek
Gustav Morcinek (născut ca Augustin Morcinek, n. 25 august 1891, Karviná, Moravia-Silezia, Cehia – d. 20 decembrie 1963, Cracovia, Polonia) a fost un scriitor polonez silezian, profesor, activist, publicist și membru al parlamentului Republicii Populare Polone. Este considerat ca fiind unul dintre cei mai importanți scriitori din Silezia.

## Biografie
Era cel mai mic dintre cei patru frați ai familiei Morcinka, fiind botezat cu numele Augustin.
A debutat în 1918, cu articolul Wspomnienia z przewrotu w listopadzie 1918 r (Amintiri de la o lovitură de stat din noiembrie 1918).
La 6 octombrie 1939 a fost arestat de Gestapo și între 1939-1945 a fost deținut în lagărele naziste de concentrare de la Skrochowicach, aproape de Opawy, la Sachsenhausen și, respectiv, Dachau. În noiembrie 1946 a revenit în Silezia și s-a stabilit în Katowice.
Morcinek a fost un trubadur neegalat al vieții minerilor din Silezia, despre care a scris mai multe opere literare.

## Lucrări

### Nuvele și culegeri de nuvele
- Noc listopadowa (1927)
- W kwietniową noc (1928)
- Zgaszony płomyk (1928)
- O te świętą ziemeczkę (1929)
- Serce za tamą (1929)
- Cisza (1930)
- Miód w sercu (1930)
- Chleb na kamieniu (1931)
- Na bieda-szybie (1932)
- Sześć dni (1932)
- Dzieje węgla (1933)
- Kataryniarz (1933)
- W zadymionym słońcu (1933)
- Uśmiech na drodze (1935)
- Gołębie na dachu (1936)
- Po kamienistej drodze (1936)
- W najmłodszym lesie (1937)
- Maszerowa (1938)
- Miasteczko nad rzeką (1938)
- Królewski dług (1939)

### Culegeri de povestiri scurte
- Byli dwaj bracia (1930)
- Wyrąbany chodnik (1931–32)
- Inżynier Szeruda (1937)
- Wyorane kamienie (1939)
- Dziewczyna z Pól Elizejskich (1946)
- Listy z mojego Rzymu (1946)
- Wróżbita (1946)
- Dwie korony (1948)
- Zagubione klucze (1948)
- Pod gongiem (1949)
- Pokład Joanny (1951)
- W Nysie na rynku (1952)
- Odkryte skarby (1953)
- Ondraszek (1953)
- W Wiergulowej dziedzinie (1953)
- Viktoria (1954)
- Wskrzeszenie Herminy (1956)
- Z mojej ziemi (publicystyka) (1956)
- Judasz u Monte Sicuro (1957)
- Czarna Julka (1959)
- Siedem zegarków kopidoła Joachima Rybki (1960)
  - ro.: Cele șapte ceasornice ale groparului Joachim Rybka, Ed. pt. Lit. Univ, BUc., 1968; traducători: Tudor Mușatescu și Teodor Holban
- Opowieści o ludziach z pociągu (1963)
- Górniczy zakon (1964)

### Culegeri de basme
- Jak górnik Bulandra diabła oszukał (1961)
- Przedziwne śląskie powiarki (1961)
- Przedziwna historia o zbójniku Ondraszku (1963)

### Cărți pentru copii
- Narodziny serca (1932)
- Gwiazdy w studni (1933)
- Łysek z pokladu Idy (1933)
- Ludzie są dobrzy (1935)
- Miasteczko nad rzeką (1938)

### Alte lucrări
- Śląsk (1933)
- Listy spod morwy (1945)
- Listy spod morwy (1946)
- Zabłąkane ptaki
- Urodzaj ludzi
- Ziemia cieszyńska

## Vezi și
- Listă de scriitori polonezi